# Hruševje
Hruševje is een plaats in Slovenië en maakt deel uit van de gemeente Postojna in de NUTS-3-regio Obalnokraška. De plaats telde 270 inwoners op 1 januari 2020.